# Oligarhija
Oligarhija (grč.: ολιγαρχία, oligarhia)  znači vladavinu klike, male grupe ljudi ili autoritarnu vlast političkog vrha, obično bez poštovanja volje građana.
Oligarh je naziv za osobu koja je član oligarhije.

## Vanjske poveznice

### Sestrinski projekti
|  | Zajednički poslužitelj ima još gradiva o temi oligarhije |

### Mrežna mjesta
- LZMK / Hrvatska enciklopedija: oligarhija
- LZMK / Proleksis enciklopedija: oligarhija